# Вештице из Иствика
Вештице из Иствика (енгл. „The Witches of Eastwick“) је америчка хорор-комедија из 1987. редитеља Џорџа Милера. Филм је номинован за Оскар за најбољу песму и Оскар за најбољи звук, као и за Греми за најбољи албум за филм.

## Радња
Александра Медфорд, Џејн Спофорд и Суки Риџмонт су три незадовољне младе жене које живе у малом граду Иствик у Новој Енглеској. Александра је вајарка и удовица, мајка одрасле ћерке; Џејн је професорка музике у средњој школи, разведена; Соокие је новинарка листа Ворлд оф Еаствицк, мајка шесторо деце, сламната удовица. Све троје спаја дуго пријатељство и чињеница да су из овог или оног разлога изгубиле мужеве. Састају се четвртком, пиј мартини и сањај савршеног мушкарца. Једног дана су приметили да се, чим су колективно пожелели да падне киша и оконча досадан наступ једног од стубова овдашњег друштва, догодило. Тада су у шали пожелели савршеног мушкарца који би одговарао сваком од њих.
Убрзо се у граду појављује човек који је купио кућу Ленокса, која је дуго била озлоглашена. Његов изглед узбудио је становнике малог града. Једна од такозваних побожних жена у граду, Фелисија Олден, била је посебно неповерљива према новом становнику. Она је супруга Соокиеног шефа, Клајда Олдена.
Странац за кратко време успева да шармира све, упркос чињеници да се понаша изузетно пркосно и бестидно, али његово име магично испарава из сећања људи. Након свог наступа, Џејн добија цвеће од мистериозне обожаватељице. На картици је само слово "Д". Соокие се с напором сећа његовог неухватљивог имена. Чим се „Дарил Ван Хорне” изговори наглас, Соокиени бисери се распршују, а Фелисија се оклизне и падне низ степенице и сломи ногу.
После кратког времена, Дерил упознаје све три девојке. Александру у почетку одбија његова бравура, али након неочекиваног говора о себи, њено срце се топи. Он врши притисак на стихије Алексе, земљу – она води земаљски начин живота, мајка-дојиља, брине, служи, а када ће живети за себе?Тада долази код Џејн. Бавећи се прво музиком, а потом и сексом, Дерил је успео да ослободи страст која је вребала у Џејн. Њен елемент је ватра, а на крају ред долази на Соокие, која такође не може да одбије шармантног ђавола. Њен елемент је вода, а он је заводи управо у води базена.Постоји кратко ривалство између жена за Дерилову пажњу, али он успева да их убеди да су му подједнако драге. Штавише, ђаво се зове принц ваздуха и таме, он је четврти елемент који им је потребан за магију. Проводећи много времена заједно, Алекс, Џејн и Суки откривају у себи невероватне способности, које су раније, пре Дерила, приписиване само на случајности.
За то време, Фелиција постепено губи разум. Она стално говори да је Дерил ђаво, а жене око њега праве вештице. Стално је прогањају визије. Алекс и Соокие су незадовољни оним што се дешава. Покушавају да убеде Дерила да се виђају ређе док се разговор не смири. Покушава да их утеши и помоћу чаролије, уз помоћ несуђених девојака, шаље лудило на Фелицију. У налету опсесије, она напада свог мужа, а он је, не могавши више да издржи ове чудне лудорије, убија.
Девојке, схватајући да је ово што се дешава Дерилово дело, пристају да се више не сретну са њим. Ван Хорн, избезумљен од усамљености, оживљава њихове најгоре ноћне море. Алекс се буди у кревету пуном змија. Џејн види свој одраз у огледалу, изобличен од старости, а Соокие доживљава ужасан бол, којег се плаши више од свега на свету. Соокие је примљена у болницу. Испоставило се да је трудна. Након кратког времена, Алекс и Џејн схватају да ће и они постати мајке, иако је Џејнин муж напустио Џејн због неплодности.Девојке одлучују да неће успети да поштено пребију Дерил. Претварају се да желе поново да му се врате. Ујутро, пошто су га послали у град, девојке почињу да се баве црном магијом. Они праве Дерилову вуду лутку и раде све трикове које их је научио. Дерил жури кући. Тек тамо поприма свој прави ђаволски облик. Девојчице уплашене ломе лутку, али то ништа не чини и само љути Дерила. Као резултат тога, девојке бацају лутку у ватру, а Дерил нестаје.
Прође 18 месеци. Девојке живе у великој пријатељској породици у кући Ленокс. Одгајају Дерилове синове, повремено причају о њему и са жаљењем признају да им је био најбољи у животу. После неког времена, Дерил се појављује на великом екрану телевизора. Он комуницира са својим синовима. Девојке виде ово, умиљато се осмехну и угасе ТВ.

## Улоге
| Глумац            | Улога          |
| ----------------- | -------------- |
| Џек Николсон      | Дерил ван Хорн |
| Шер               | Александра     |
| Сузан Сарандон    | Џејн           |
| Мишел Фајфер      | Суки           |
| Вероника Картрајт | Фелисија Алден |
| Ричард Џенкинс    | Клајд          |